# Christian Leiste
Christian Leiste (* 17. August 1738 in Loitsche; † 21. Februar 1815 in Wolfenbüttel) war ein deutscher Pädagoge, Mathematiker und Geograph. Von 1778 bis zu seinem Tod war er Rektor der Großen Schule in Wolfenbüttel. Er veröffentlichte Abhandlungen zu mathematischen, physikalischen und geografischen Themen und war Mitarbeiter Lessings.

## Leben

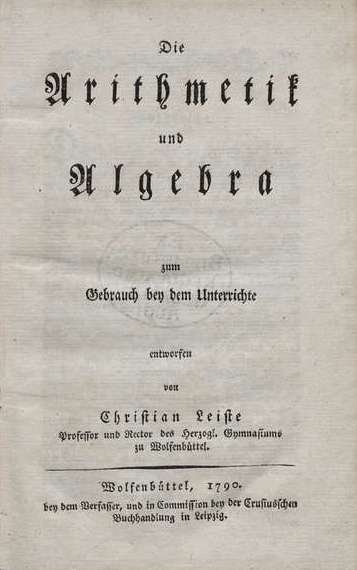
Die Arithmetik und Algebra zum Gebrauch bey dem Unterrichte (1790), Titelseite

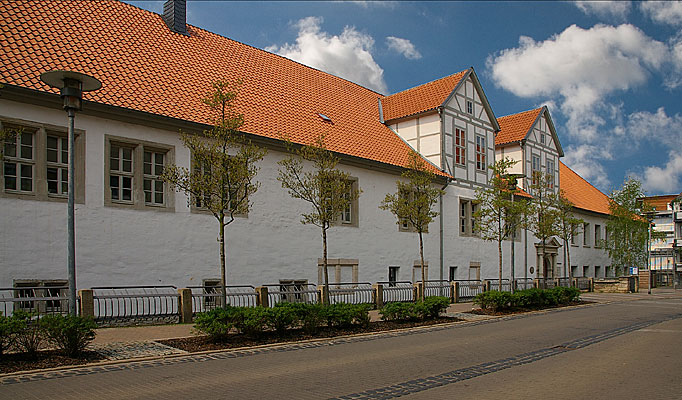
Wolfenbüttel, Herzogliche Kommisse, 1705–1879 Schulgebäude der Großen Schule

Christian Leistes Vater war Pastor in Loitsche.
Leiste besuchte das Gymnasium Unser Lieben Frauen in Magdeburg und studierte anschließend in Halle Mathematik, daneben Theologie (bei Siegmund Jakob Baumgarten), Philosophie und Philologie. Schon in dieser Zeit unterrichtete er an der Lateinschule der Franckeschen Stiftungen, wo er 1761 eine ordentliche Lehrerstelle erhielt. Hier waren Gottfried August Bürger und Leopold Friedrich Günther von Goeckingk unter seinen Schülern.
Im Frühjahr 1766, noch 27-jährig, wurde er Lehrer und Konrektor an der Großen Schule in Wolfenbüttel. Die Leitung der Franckeschen Stiftungen hatte ihn auf Anfrage für diesen Posten empfohlen „wegen der Redlichkeit seines Herzens, wegen seines ordentlichen Wandels und Fleißes in seiner Arbeit, nicht weniger wegen seiner Bescheidenheit im Umgange“.
In Wolfenbüttel erwarb er sich als Lehrer für Naturwissenschaften und Mathematik große Anerkennung. Aber auch Theologie, Geschichte und Geografie gehörten zu seinen Lehrverpflichtungen.
1778 starb Jakob Friedrich Heusinger, und Leiste wurde als sein Nachfolger Rektor der Großen Schule. 1786 verlieh ihm Herzog Karl Wilhelm Ferdinand den Professorentitel.
In Wolfenbüttel gehörte Leiste zum Bekannten- und Mitarbeiterkreis Lessings. Dieser schätzte ihn als „würdigen Schulmann“. Leiste hingegen soll nach dem Zeugnis Wilhelm Raabes, der 1862 eine Enkelin Leistes geheiratet hatte, seine Schüler vor der Geisteshaltung Lessings gewarnt haben.
Leiste war seit 1767 verheiratet mit Elisabeth Magdalene Sophia Cuno, einer Tochter des Wolfenbütteler Subkonrektors Johann Friedrich Cuno (1711–1747) und Enkelin Sigismund Andreas Cunos. Von ihren 13 Kindern starben 6 im Kindesalter. Die Tochter Elisabeth Henriette heiratete 1800 den Göttinger Professor Carl Traugott Gottlob Schönemann; nach dessen frühem Tod 1802 kehrte sie mit den beiden kleinen Söhnen Karl Philipp und Karl Adolf Theodor ins Elternhaus zurück. Nach Leistes Tod 1815 wurde sein Sohn Anton Friedrich sein Nachfolger. Der Sohn Christoph Ludwig wurde 1862 Schwiegervater Wilhelm Raabes.